# Le collège s'en va-t-en guerre
Série Carry On
Un thermomètre pour le colonel Les Loustics à l'hosto
Pour plus de détails, voir Fiche technique et Distribution.
Le collège s'en va-t-en guerre (Carry on Teacher) est un film britannique réalisé par Gerald Thomas, sorti en 1959.

## Fiche technique
- Titre original : Carry on Teacher
- Titre français : Le collège s'en va-t-en guerre
- Réalisation : Gerald Thomas
- Scénario : Norman Hudis
- Photographie : Reginald H. Wyer
- Montage : John Shirley
- Musique : Bruce Montgomery
- Pays d'origine : Royaume-Uni
- Format : Noir et blanc - 1,66:1 - Mono
- Genre : comédie
- Date de sortie : 1959

## Distribution
- Kenneth Connor : Gregory Adams
- Charles Hawtrey : Michael Bean
- Leslie Phillips : Alistair Grigg
- Joan Sims : Sarah Allcock
- Kenneth Williams : Edwin Milton
- Hattie Jacques : Grace Short
- Rosalind Knight : Felicity Wheeler
- Cyril Chamberlain : Alf Hudson
- Ted Ray : William 'Wakie' Wakefield
- Richard O'Sullivan : Robin Stevens
- Carol White : Sheila Dale
- Francesca Annis : Écolière (non crédité)
- Jeremy Bulloch : Écolier (non crédité)